# Primswiesen bei Nalbach
Primswiesen bei Nalbach este o arie protejată (arie specială de conservare — SAC, sit de importanță comunitară — SCI) din Germania întinsă pe o suprafață de 13 ha, integral pe uscat.

## Localizare
Centrul sitului Primswiesen bei Nalbach este situat la coordonatele 49°22′58″N 6°48′02″E / 49.3828°N 6.8006°E.

## Înființare
Situl Primswiesen bei Nalbach a fost declarat sit de importanță comunitară în octombrie 2000 pentru a proteja 1 specie de animale. Situl a fost protejat și ca arie specială de conservare în ianuarie 2017.

## Biodiversitate
Situată în ecoregiunea continentală, aria protejată conține 1 habitat natural: Fânețe de joasă altitudine (Alopecurus pratensis, Sanguisorba officinalis).
La baza desemnării sitului se află o specie protejată de  nevertebrate: fluturele purpuriu (Lycaena dispar).
Pe lângă speciile protejate, pe teritoriul sitului au mai fost identificate 2 specii de plante, 7 specii de nevertebrate.